# 花园地精

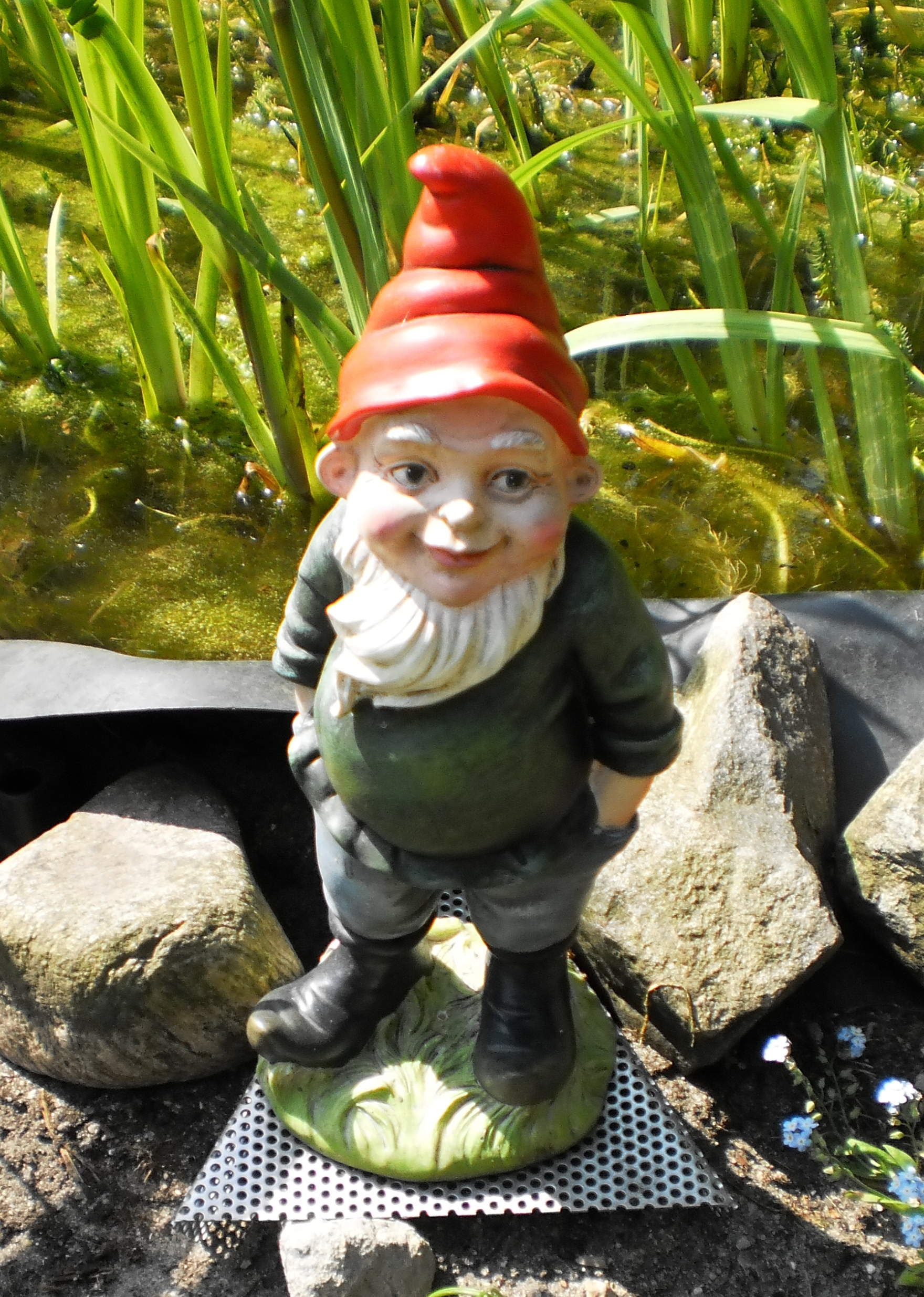
一个德国地精

花园地精（德语：Gartenzwerge）是一类外表为小型人形生物的花园装饰品。它们的原型可能与文艺复兴时期传说中的神话生物和小精灵有关，同时也受到了德国民间传说的影响。
一般而言，花园地精描绘了一类戴着红色尖头帽子的男性侏儒。花园地精的高度通常在一到两英尺（30 到 60 厘米）之间。它们最初是欧洲富人的装饰品，而现在则在整个西方世界、各个社会阶层中都很普遍。

## 历史

### 早期
在古罗马, 人们经常在花园中放置普里阿普斯的小石像，他是罗马的生育之神，也是蜜蜂、羊群和葡萄园的保护者。
在文艺复兴时期，瑞士的炼金术士帕拉赛尔苏将地精首次描述为“不喜欢与人类接触、身高两跨的矮小生物"。

### 十八世纪和十九世纪

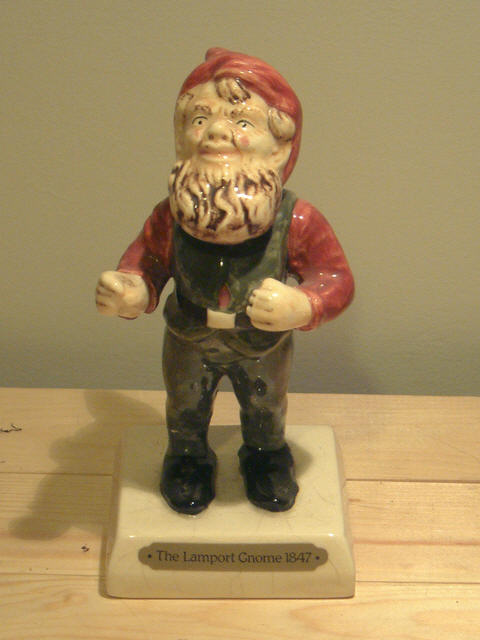
查尔斯·伊沙姆拥有的 Rampy 复制品。这是一具1847年来自德国的陶瓦地精，原件在兰波特大厅展出。

到了十八世纪末期，木质或石质的地精雕像在欧洲的一些地区风靡，此时它们通常被称为“矮人”。 瑞士的布里恩茨镇及其周边地区以生产这些装饰品而闻名。在德国，人们则认为这些雕像与民间故事和矮人（Zwerge）的传说密切相关。
早在1841年，德累斯顿的 Baehr and Maresch 公司就已经开始制造矮人的小型陶瓷雕像。因此，尽管存在一些争议，这一公司被认为创造了世界上第一个花园地精（德语：Gartenzwerge）。 在不到十年的时间里，花园地精就从萨克森和图林根省传播至德国和法国。花园地精的制造商遍布德国各地，许多制造商还设计了新的风格。
花园地精在1840年代传播至其他国家，并在英国和法国受到了广泛的欢迎。 在1847年, 查尔斯·伊沙姆爵士将菲利普·格里贝尔在德国制造的21个花园地精带回英国，它们随后被放置在北安普敦郡伊沙姆家兰波特大厅的花园里。 如今，在它们中唯一幸存的地精“Lampy”仍在在兰波特大厅展出.。

### 二十世纪

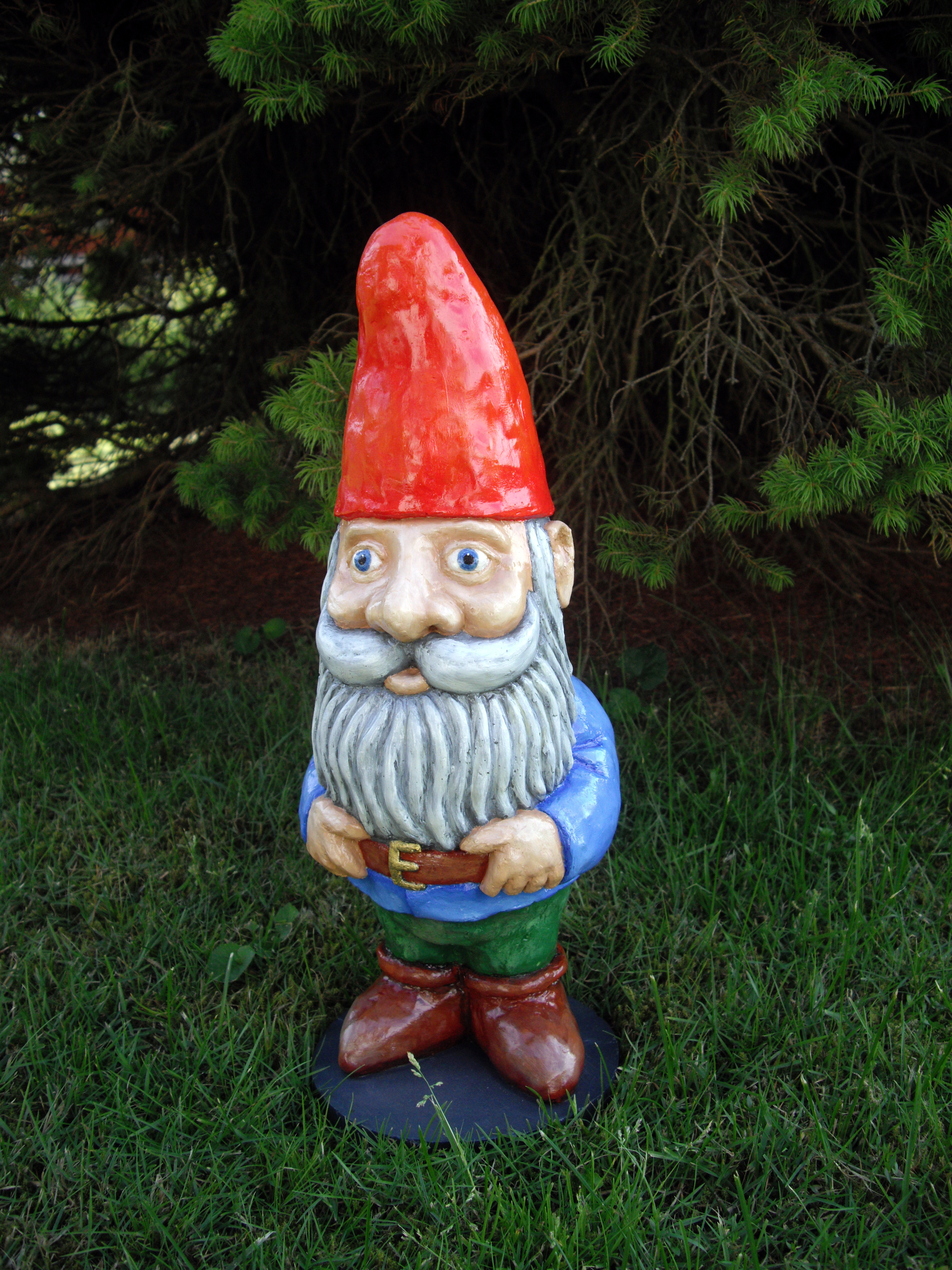
瑞典的花园地精

1910年至1919年间，英国第二大的花园地精收藏者，弗兰克·克里斯普爵士每周至少向公众开放一次位于泰晤士河畔的修士公园，推动了花园地精的进一步传播。正是在这里，许多来自世界各地的花园爱好者和游客第一次看到花园地精。
花园地精的知名度在第一次世界大战结束后有所下降，但它们在1937年后随着迪士尼动画电影《白雪公主和七个小矮人》的上映而再度流行。同时，也有越来越多的工人阶级能够购买它们。汤姆·梅杰·鲍尔（英国前首相约翰·梅杰的父亲）的梅杰花园装饰品公司是当时最负盛名的花园地精制造商。在第二次世界大战期间和之后的几年，花园地精的产业迅速衰落，大多数制造商停止了生产。
1970年代，随着造型更幽默的花园地精问世，这类装饰品再度流行。 在1990年代，旅行地精和花园地精恶作剧变得流行，有时甚至会成为全国性的新闻。人们从不知情的人的草坪上偷走花园地精，然后将它的照片作为恶作剧发送给所有者，然后归还它。

### 二十一世纪
菲利普·格里贝尔的后代仍在德国生产花园地精。 截至2008年，德国约有2500万个花园地精。2020年4月，只有几英寸高的微型地精成为一种潮流。

## 花园地精的类型
花园地精通常看起来像是雄性。它们通常留着胡须和戴着红色帽子，并一般戴着烟斗。它们经常看起来像是在从事悠闲的消遣，例如钓鱼或午睡。
花园地精可以用红色粘土倒入模具中制作，它们可以是空心的。当地精变硬时，需要将它们从模具中取出，晾干，然后在窑中烧制至变硬。冷却后，地精可以被喷漆与绘制。更现代的地精由树脂和类似材料制成。